# Aday
Aday  (in arabo اداي‎?) è un centro abitato e comune rurale del Marocco situato nella provincia di Guelmim, regione di Guelmim-Oued Noun. Conta una popolazione di 3 005 abitanti (censimento 2014).